# Bésame Radio (Chile)
Bésame Radio fue una estación radial chilena, ubicada en el 97.1 MHz del dial FM en Santiago de Chile, perteneciente al Consorcio Radial de Chile. Además, transmitió para todo el país a través de su red de repetidoras y vía internet en el resto del país y en todo el mundo; su corte musical se centraba en música romántica con baladas en español y en inglés. 
Funcionó hasta el 31 de diciembre del año 2006 en Santiago de Chile, donde fue reemplazada por Radioactiva (que migró desde el 95.3 MHz, por la venta de dicha frecuencia por parte del Consorcio Radial de Chile al Grupo Bezanilla), sin embargo, Bésame Radio siguió transmitiendo para sus repetidoras en regiones hasta el 1 de febrero de 2008, tras la fusión del Consorcio Radial de Chile e Iberoamerican Radio Chile, por lo que gran parte de las frecuencias de Bésame y sus contenidos pasaron a formar parte de Radio Imagina; algunas frecuencias fueron reubicadas con otras radios del grupo y otras fueron vendidas a otros concesionarios.

## Eslóganes
- 2003-2005: Bésame, para la mujer de hoy
- 2005-2006: En el momento que tú quieras, Bésame
- 2006-2007: Cuando tu quieras, Bésame
- 2007-2008: Bésame, la radio que quieres

## Antiguas frecuencias de Bésame
- 105.3 MHz (Iquique), hoy Radio Imagina.
- 106.5 MHz (Calama), antes Radio Imagina, hoy Radio Desierto FM.
- 105.1 MHz (Antofagasta), antes Radio Imagina, hoy LOS40.
- 98.9 MHz (Copiapó), hoy Radio Imagina.
- 106.3 MHz (La Serena/Coquimbo), antes Radio Imagina, hoy Radio Beethoven.
- 91.1 MHz (Gran Valparaíso), antes Radio Imagina en Quintero y Radioactiva, hoy Radio Somos.
- 97.1 MHz (Santiago), antes Radio Uno, hoy Radio Corporación.
- 104.1 MHz (Gran Concepción), hoy Radio ADN.
- 107.5 MHz (Valdivia), antes Radio Imagina, movida al 106.1 MHz por ley de radios comunitarias, hoy Radio Beethoven.
- 91.1 MHz (Osorno), antes Positiva FM hoy Radio Agricultura.
- 88.7 MHz (Puerto Montt), antes Radio Imagina, movida al 103.1 MHz por ley de radios comunitarias, hoy Radio Armonía.
- 101.5 MHz (Coyhaique), hoy Radio Imagina.
- 90.7 MHz (Punta Arenas), antes Radio Imagina, hoy Inicia Radio.